# Cosqueville
Cosqueville ist eine Ortschaft und eine ehemalige französische Gemeinde mit 591 Einwohnern (Stand: 1. Januar 2018) im Département Manche in der Region Normandie. Sie gehörte zum Arrondissement Cherbourg und zum Kanton Val-de-Saire.
Mit Wirkung vom 1. Januar 2016 wurden die früheren Gemeinden Gouberville, Cosqueville, Néville-sur-Mer und Réthoville zur Commune nouvelle Vicq-sur-Mer zusammengelegt und haben dort den Status einer Commune déléguée. Der Verwaltungssitz befindet sich im Ort Cosqueville.

## Lage
Der Ort liegt auf der Halbinsel Cotentin im Westen Frankreichs und grenzt im Norden an den Ärmelkanal. Nachbarorte sind Réthoville im Osten, Varouville im Südosten, Saint-Pierre-Église im Süden, Théville und Carneville im Südwesten und Fermanville im Westen.

## Bevölkerungsentwicklung
| Jahr      | 1962 | 1968 | 1975 | 1982 | 1990 | 1999 | 2008 | 2013 | 2018 |
| --------- | ---- | ---- | ---- | ---- | ---- | ---- | ---- | ---- | ---- |
| Einwohner | 597  | 527  | 471  | 485  | 501  | 491  | 579  | 565  | 591  |

## Sehenswürdigkeiten
- Kirche Notre-Dame de Saint-Marcouf
- Kirche Saint-Blaise im Ortsteil Angoville-en-Saire

Kirche Notre-Dame de Saint-Marcouf